# Myurellopsis monicae
Myurellopsis monicae é uma espécie de gastrópode do gênero Myurellopsis, pertencente a família Terebridae.